# New Albany, Ohio
New Albany là một thành phố thuộc quận Franklin, tiểu bang Ohio, Hoa Kỳ. Năm 2010, dân số của thành phố này là 7724 người.

## Dân số
- Dân số năm 2000: 3711 người.
- Dân số năm 2010: 7724 người.